# کاپلکینگر
کاپلکینگر (به فرانسوی: Kappelkinger) یک کمون در فرانسه است که در Canton of Sarralbe واقع شده‌است.

## خصوصیات
کاپلکینگر ۸٫۵۸ کیلومترمربع مساحت و ۴۰۱ نفر جمعیت دارد و ۲۶۰ متر بالاتر از سطح دریا واقع شده‌است.